# The Other
The Other is een Amerikaanse thriller uit 1972 onder regie van Robert Mulligan. Het scenario is gebaseerd op de gelijknamige roman uit 1971 van de Amerikaanse acteur en auteur Tom Tryon.

## Verhaal
De tweelingbroers Niles en Holland Perry hebben hun vader verloren in een ongeluk in de schuur achter hun huis op het platteland van Connecticut. Hun moeder is sedertdien kapot van verdriet. Hun Russische grootmoeder houdt een wakend oog op Niles, de zachtmoedige tweelingsbroer. Zelf maakt Niles zich vooral zorgen over het balorige gedrag van Holland. Niettemin blijven de broers veel optrekken met elkaar.

## Rolverdeling
| Acteur           | Personage     |
| ---------------- | ------------- |
| Uta Hagen        | Ada           |
| Diana Muldaur    | Alexandra     |
| Chris Udvarnoky  | Niles Perry   |
| Martin Udvarnoky | Holland Perry |
| Norma Connolly   | Tante Vee     |
| Victor French    | Angelini      |
| Loretta Leversee | Winnie        |
| Lou Frizzell     | Oom George    |
| Portia Nelson    | Mevrouw Rowe  |
| Jenny Sullivan   | Torrie        |
| John Ritter      | Rider         |
| Jack Collins     | P.C. Pretty   |
| Ed Bakey         | Chan-yu       |
| Clarence Crow    | Russell       |